# Вера Рафайловска
Вера Рафайловска (на македонска литературна норма: Вера Рафајловска) е политик от Северна Македония.

## Биография
Родена е на 25 февруари 1947 година. Завършва Икономическия факултет на Скопския университет. Ръководи собствена фирма и работи като директор и ревизор. В периода 1991-1998 е заместник-директор в Центъра за икономическо-правно консултиране „В&Ф“ в Скопие. Работи като главен редактор на списание „Икономическо правен съветник“. Владее френски, словенски, сръбски, хърватски и български език. Членува в Новата социалдемократическа партия и е представител на партията като министър на икономиката в периода 2006-2008 година.